# Школа Денишоун

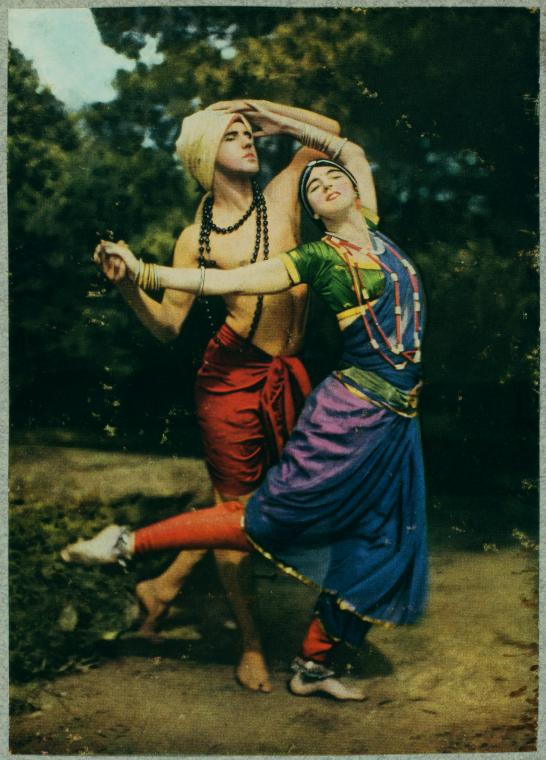
Рут Сен-Дени и Тед Шон в 1916 году.

Школа Денишоун (Денишон; англ. Denishawn school) — школа танцев и смежных искусств, основанная в 1915 году Рут Сен-Дени и Тедом Шоном в Лос-Анджелесе, США. Первая профессиональная танцевальная академия в Соединенных Штатах. Среди наиболее заметных учеников Марта Грэм, Дорис Хамфри, Чарльз Вейдман, Джек Коул, Луиза Брукс. Школа особенно известна своим влиянием на современный балет и танец модерн. Длительное время школа располагалась в студии № 61 Карнеги-холла.

Первоначально работавшие с сольными программами, Сен-Дени и Тед Шон начали сотрудничать в 1914 году, когда Рут готовилась к турне по юго-востоку США. Сен-Дени искала мужчину партнёра для постановки новых бальных танцев. Шон, который восхищался Сен-Дени с момента первого посещения её выступления ещё в 1911 году, прошёл отбор и получил работу. Очень скоро профессиональные отношения Тедом и Рут перешли в романтические. 13 августа 1914 года пара заключила брак. Вместо медового месяца они отправились во второй совместный тур от Нью-Йорка до Сан-Франциско, в котором была представлена новая танцевальная программа. Для рекламы было выбрано название Denis-Shawn Company, которое вскоре трансформировалось в Denishawn Dancers. В 1915 году Рут и Тед пришли к идее о целесообразности и необходимости создания собственной школы танца, название которой естественным образом стало Denishawn school — школа Денишоун. В сформулированном руководстве по хореографическому образованию они декларировали: 
Искусство танца слишком широко, чтобы ограничиваться только какой-либо одной системой. Наоборот, сам танец включает в себя все системы или школы. Любой способ, которым человек любой расы или национальности, в любой период человеческой истории, выразил свои чувства ритмичным движением, принадлежит к танцу. Мы пытаемся понять и использовать все знания из прошлого о танце и продолжим использовать новые открытия в будущем.
Первая школа Денишоун располагалась в особняке в испанском стиле на вершине холма в Лос-Анджелесе. Существовали два студии, где проходило обучение технике: крытая студия, где шло преподавание танцу, и открытая площадка для йоги и медитации. Программа длительностью двенадцать недель стоила 500 долларов США и включала ежедневные занятия техникой танца, проживание, питание, а также курс декоративно-прикладного искусства. При обучении технике студенты танцевали босиком и носили одинаковые чёрные боди. Занятия начинались утром и продолжались до вечера.
Денишоун использовали любые возможностями демонстрации своего искусства — в колледжах, концертных залах, театрах и даже на открытых стадионх. Их приглашали на такие концертные площадки, как Palace Theater в Нью-Йорке. Денишоун была первой американской труппой представлявшей современный западный танец в Японии, Бирме, Китае, Индии, на Цейлоне, Яве, Малайе и на Филиппинах (тур 1925—1926 годов). Каждое шоу было завершённым драматическим представлением со сложными костюмами, декорациями и освещением.
Большинство работ Денишоун могут быть причислены к одной из четырёх категорий:
- Orientalia. Хронологически это первые оригинальные постановки Денишоун. Ведущей солисткой выступала Сен-Дени, хотя Шон также исполнял несколько номеров. Как следует из названия, эта категория включает ряд индийских танцев, исполняемых в национальной одежде и в соответствующих декорациях. Особенно известна работа этого периода — мини-балет в индуистском храме, где женщина в экзотических костюмах исполняет танец «пяти чувств».
- Americana. Если Сен-Дени искала вдохновение в восточной культуре, то Шон — в американской. В его номерах доминирует категория Americana, на музыку американских композиторов и демонстрацией «американских» героев: ковбоев, индейцев, бейсболистов и так далее.
- Music visualizations. Вдохновленная творчеством Айседоры Дункан, Сен-Дени создавала так называемые музыкальные визуализации, которые она определяется как «… трансформацию ритмичной, мелодичной и гармоничной структуры музыкальной композиции в движения тела без намерения как либо интерпретировать или раскрывать её скрытый смысл».
- Miscellanea, также известные как дивертисменты Данишоун. Короткие произведения, которые не описаны в трёх предыдущих категориях. Эти работы исполнялись в ситуациях, которые не предусматривали полнометражного формата.